# Dwergzaadmier
De dwergzaadmier (Tetramorium simillimum) is een mierensoort uit de onderfamilie van de Myrmicinae. De wetenschappelijke naam van de soort is voor het eerst geldig gepubliceerd in 1851 door Smith, F..